# 苻師奴
苻 師奴（ふ しど、生没年不詳）は、五胡十六国時代前秦の皇族である。兄に苻纂がいる。

## 生涯
前秦の4代君主苻丕の下で尚書・永平侯の地位にあった。
苻丕は晋陽に勢力基盤を築いていたが、386年10月に西燕軍に大敗を喫し、逃走中に東晋の揚威将軍馮該より攻撃を受けて戦死した。苻師奴は兄の東海王苻纂と共に晋陽の兵数万を取り纏めると、杏城へ逃走した。
11月、南安に拠する苻登は苻丕の戦死を知り、自ら皇帝に即位した。387年1月、苻登より使者が到来し、苻師奴は撫軍大将軍・并州牧に任じられ、朔方公に封じられた。貳県に割拠する盧水胡の彭沛穀、屠各（匈奴の一種族）の董成・張龍世、新平羌の雷悪地らもまたみな苻纂・苻師奴に呼応して前秦に帰順し、その数は10万を超えた。
同月、苻纂の命により、苻師奴は上郡へ侵攻して羌族酋長金大黒・金洛生らを攻撃し、5800の首級を挙げた。
8月、前秦の征虜将軍・馮翊太守蘭櫝は2万の兵を率いて頻陽から和寧まで進出すると、苻纂は彼と連携して長安奪還を目論んだ。この時、苻師奴苻纂へ自ら帝位に即くよう勧めたが、苻纂は聞き入れなかった。すると苻師奴は政変を起こし、苻纂を殺害してその軍勢を奪い、自ら秦公を称して自立した。
蘭櫝はこれを不当として苻師奴と対立するようになったが、この機に乗じた西燕からも攻撃を受け、後秦に救援を要請した。9月、姚萇は要請に応じて軍を繰り出すと、泥源に侵攻して苻師奴軍を攻撃した。苻師奴はこれを迎え撃つも大敗を喫し、鮮卑の勢力へ亡命した。後秦は尽くその勢力を傘下に入れ、苻師奴らに味方していた屠各の董成らもみな降伏した。
これ以降、苻師奴の動向は不明である。